# Vickers Type 141
Il Vickers Type 141 (si trova anche la designazione Vickers Type 141 Scout) era un biplano monoposto realizzato dall'azienda britannica Vickers nella seconda metà degli anni venti del XX secolo.
Fu il risultato di un progetto realizzato su iniziativa privata da parte della Vickers che, in seguito all'iniziale indisponibilità del motore originariamente previsto, vide la luce come Vickers Type 123.

## Sviluppo
Il progetto del nuovo velivolo, che i responsabili della Vickers pensavano di poter proporre come aereo da caccia monoposto, vide la luce nella sua configurazione definitiva nella primavera del 1927, quando si rese disponibile il nuovo V-12 della Rolls-Royce (l'F.XI, che sarebbe in seguito divenuto noto come Rolls-Royce Kestrel).
Il singolo esemplare di Type 123 fino ad allora realizzato venne pertanto modificato per accogliere la diversa unità motrice ed assunse la nuova designazione di Type 141, ma mantenne l'immatricolazione civile precedente (G-EBNQ).
Il Type 141 venne presentato dalla Vickers in risposta alla specifica F.9/26, che l'Air Ministry emise al fine di dotare la Royal Air Force di un caccia monoposto; le prove di valutazione vennero effettuate nel gennaio del 1928 senza che il biplano della Vickers riuscisse a suscitare l'interesse delle autorità che, come finalisti della competizione, scelsero il Bristol Bulldog e l'Hawker Hawfinch.
L'anno successivo il Model 141, modificato con l'installazione di galleggianti al posto del carrello d'atterraggio e dotato di un sistema di ripiegamento delle ali, venne presentato a fronte della specifica 21/26 con la quale si richiedeva un caccia da mettere in servizio sulle portaerei della Royal Navy. Le prove di volo si svolsero nel giugno del 1929 dalla portaerei HMS Furious, anche in questo caso con esito negativo.
Nei giorni immediatamente successivi il Type 141 prese parte all'annuale King's Cup Race ma fu costretto al ritiro nel corso della quarta tappa. Alla fine di quello stesso anno il velivolo venne definitivamente radiato.

## Descrizione tecnica
Il Type 141 manteneva inalterate le principali caratteristiche del diretto predecessore: la struttura interamente metallica con rivestimento in tela, le ali della medesima dimensione e tra loro sfalsate (con quella superiore sensibilmente più avanzata verso il muso del velivolo), gli impennaggi di tipo tradizionale.
Modifiche di poco conto interessarono il carrello d'atterraggio, di tipo fisso, portando ad una leggera riduzione dell'altezza complessiva del velivolo.
Per la partecipazione al concorso per un aereo da caccia imbarcato, il carrello venne sostituito da due galleggianti a scarponi e le ali vennero dotate di un sistema di retrazione per facilitare lo stivaggio del velivolo negli hangar delle portaerei.
La principale modifica rispetto al Type 123 era, come detto, il motore: il 141 ospitava il 12 cilindri Rolls-Royce F.XI (successivamente denominato Kestrel) che sviluppava la potenza di 510 hp (pari a circa 380 kW).
L'armamento era costituito da due mitragliatrici Vickers calibro .30 in, disposte ai lati della fusoliera, che sparavano (mediante sincronizzatore) attraverso il disco dell'elica.